# Берковські Прелоги
Берковські Прелоги (словен. Berkovski Prelogi) — поселення в общині Крижевці, Помурський регіон, Словенія. Висота над рівнем моря: 194,5 м.